# اکلاند
اکلاند (به لاتین: Akland) یک منطقهٔ مسکونی در نروژ است که در نروژ جنوبی واقع شده‌است.